# Podstawki (rejon złoczowski)
Podstawki (ukr. Підставки) – wieś na Ukrainie w rejonie złoczowskim obwodu lwowskiego.
Do 2020 w rejonie buskim. 